# 乔治娜·哈兰
乔治娜·哈兰（英語：Georgina Harland，1978年4月14日—），生于坎特伯雷，英国女子现代五项运动员。她曾代表英国参加2004年夏季奥林匹克运动会现代五项比赛，获得一枚铜牌。